# Enicospilus rechingeri
Enicospilus rechingeri là một loài tò vò trong họ Ichneumonidae.